# S Pegasi
S Pegasi (S Peg) é uma Variável Mira de longo período que leva 319,22 dias por período. Tem uma vasta magnitude de 8-13, é 580 o raio do nosso Sol e está na constelação de Pégaso.